# Мисливці і збирачі

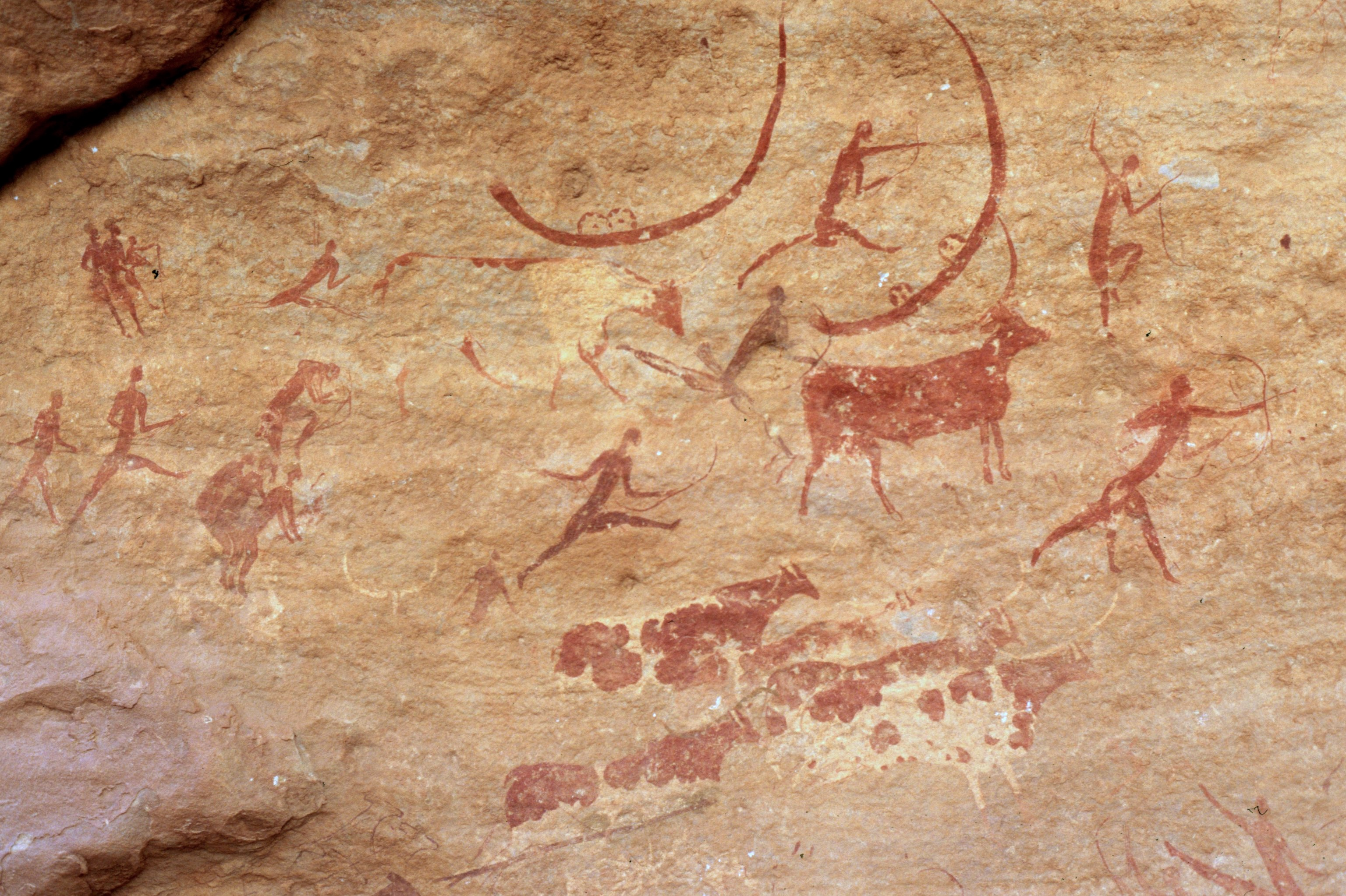
Наскальний живопис у Тассілін-Аджер в алжирській Сахарі

Бушмен, який виготовляє отруйні стріли

Терміном мисливці і збирачі позначають певний рівень розвитку людських суспільств. Суспільство мисливців і збирачів характеризується присвійною економікою і високою горизонтальною мобільністю. При цьому екологічна ніша відтворення людей суттєво не розширюється, тому що відсутні ефективні штучні засоби її розширення. 
Для таких суспільств характерні дуже невелика густота населення (зазвичай набагато менше 1 людини на км²). Невеликі розміри громад (зазвичай 20-30 осіб), незначна соціальна диференціація. Втім, за останнім показником мисливсько-збиральницькі суспільства демонструють між собою значні відмінності. Так, для австралійських аборигенів була характерна яскраво виражена нерівність чоловіків і жінок, а також старших і молодших чоловіків. Такі мисливсько-збиральницькі суспільства називають «неегалітарними». З іншого боку, для мисливців-збирачів Африки (пігмеїв, бушменів, хадза) характерна певна рівність усіх членів громади. Такі мисливсько-збиральницькі суспільства називають «егалітарними».
Більшість етнографічно описаних мисливсько-збиральницьких спільнот були бродячими екстенсивними мисливцями-збирачами. Помітні відмінності від них демонструють інтенсивні спеціалізовані мисливці-збирачі (класичним прикладом тут слугують індіанці Північно-Західного Берегу), які можуть характеризуватися осілістю, відносно високою густотою населення (більше ніж 1 людина на км²), значними розмірами громад (до декількох сот осіб), вираженою соціально-економічною нерівністю, відносно розвиненим політичним лідерством. Такі суспільства виникали тільки у місцях з особливо багатими природними ресурсами і все одно мали виражені межі для свого розвитку, оскільки не мали ефективних засобів розширення своєї екологічної ніші.
Ситуація кардинально змінюється після так званої неолітичної революції, після того, як у розпорядженні людей з'являються ефективні штучні засоби розширення їхньої екологічної ніші.